# Lowlife Princess - Noir
Lowlife Princess - Noir es el primer álbum de estudio de la cantante surcoreana Bibi. Fue lanzado por Feel Ghood Music y distribuido por Kakao M el 18 de noviembre de 2022. El álbum incluye su primer sencillo de prelanzamiento titulado «Animal Farm», lanzado el 27 de septiembre de 2022.

## Antecedentes y lanzamiento
El 19 de septiembre de 2022, Bibi, en una transmisión en vivo a través de la plataforma Twitch donde otorgó una entrevista al streamer surcoreano Joo Ho-min, compartió detalles de álbum de estudio debut. Durante la entrevista, reveló que el disco de larga duración, titulado The Lowlife Princess - Noir, se lanzaría en algún momento de octubre, y anunció además que constaba de 12 canciones, incluida una pista de introducción homónima y un sencillo de prelanzamiento para ser publicado el 27 de septiembre.
La narrativa del álbum se basa en una figura llamada Oh Geum-ji, inspirada en el personaje Lee Geum-ja del famoso thriller de venganza de 2005 del director de cine Park Chan-wook, Sympathy for Lady Vengeance. El escenario distópico que el universo del álbum propone, fue definido por la propia cantante: «En 2044, el Río Han se secó y contaminó por completo. Debajo, se forma una sociedad clandestina, algo así como Sin City. El álbum y los vídeos musicales que lo acompañan seguirán el ascenso de Geum-ji de niña abandonada a líder de este inframundo». Además del álbum, la música confirmó que también publicaría un webtoon durante noviembre, construido sobre el mismo mundo presentado en el álbum.
El 27 de septiembre de 2022 a las 13:00 hrs. (KST), se publicó el vídeo musical de su primer sencillo de prelanzamiento titulado «Animal Farm». En el vídeo, Bibi aparece en una lujosa fiesta a la que asisten élites enmascaradas. Blandiendo una katana, comienza a decapitar a cada asistente a la fiesta, revelando que todos tienen bocas de cerdo en lugar de narices.
El 24 de octubre de 2022 se anunció de manera oficial que el lanzamiento del álbum se realizaría el 18 de noviembre de 2022. Junto con el anuncio, fueron liberados dos nuevos sencillos de prelanzamiento, «Sweet Sorrow of Mother» y «Motospeed 24». El primero fue publicado junto con su vídeo musical, mientras que el vídeo del segundo sencillo fue publicado el 28 de octubre.

## Lista de canciones
| CD / Descarga digital |                                           |          |                                 |                                                |          |  |
| N.º                   | Título                                    | Letras   | Música                          | Arreglos                                       | Duración |  |
| 1.                    | «Intro»                                   | The Need | The Need                        | The Need                                       | 1:08     |  |
| 2.                    | «Blade (철학보다 무서운건 비비의 총알)»   | Bibi     | The Need, Bibi                  | The Need                                       | 3:11     |  |
| 3.                    | «BIBI Vengeance (나쁜X)»                  | Bibi     | The Need, Bibi                  | The Need                                       | 2:45     |  |
| 4.                    | «Animal Farm (가면무도회)»                | Bibi     | The Need, Bibi                  | The Need                                       | 3:24     |  |
| 5.                    | «Motospeed 24 (모토스피드 24시)»          | Bibi     | The Need, Bibi                  | The Need                                       | 2:14     |  |
| 6.                    | «Sweet Sorrow of Mother (불륜)»           | Bibi     | Joey Cho, Bibi                  | Joey Cho                                       | 1:06     |  |
| 7.                    | «Loveholic's Hangover» (Starring Sam Kim) | Bibi     | Welcome Ian, Flower Beats, Bibi | Welcome Ian                                    | 2:48     |  |
| 8.                    | «Wet Nightmare»                           | Bibi     | Max & Kyle, 트웰브 (twlv), Bibi | Max & Kyle                                     | 2:58     |  |
| 9.                    | «Witch Hunt (마녀사냥)»                   | Bibi     | The Need, Bibi                  | The Need                                       | 1:45     |  |
| 10.                   | «Lowlife Princess»                        | Bibi     | The Need, Bibi                  | The Need                                       | 2:32     |  |
| 11.                   | «Jotto (조또)»                            | Bibi     | Bibi, Purple, Mikey             | Purple                                         | 3:14     |  |
| 12.                   | «City Love»                               | Bibi     | Purple, Bibi                    | Purple, U-Turn, Seungq, 유현욱 (Yoo Hyun-wook) | 3:14     |  |
| 30:18                 |                                           |          |                                 |                                                |          |  |

## Reconocimientos

### Premios y nominaciones
| Año  | Evento                | Premio            | Resultado | Ref.   |
| ---- | --------------------- | ----------------- | --------- | ------ |
| 2023 | Korean Hip Hop Awards | Álbum R&B del año | Nominado  | [ 12 ] |

### Listados
| Publicación         | Listado                                       | Lugar    | Ref.   |
| ------------------- | --------------------------------------------- | -------- | ------ |
| Genius              | The Genius Community’s 50 Best Albums of 2022 | 38.º     | [ 13 ] |
| NME                 | 25 Best Asian Albums of 2022                  | 16.º     | [ 14 ] |
| Rhythmer            | 10 Best Korean R&B Albums of 2022             | 7.º      | [ 15 ] |
| Rolling Stone India | 15 Best Korean Hip-Hop and R&B Albums of 2022 | 2.º      | [ 16 ] |
| Time                | The Best K-Pop Albums of 2022                 | Incluida | [ 17 ] |

## Posicionamiento en listas
| Lista (2022)                 | Mejor posición |
| ---------------------------- | -------------- |
| Corea del Sur (Circle Chart) | 7              |

| Lista (2022)                 | Mejor posición |
| ---------------------------- | -------------- |
| Corea del Sur (Circle Chart) | 42             |

## Historial de lanzamiento
| País          | Fecha             | Formato                       | Sello                     |
| ------------- | ----------------- | ----------------------------- | ------------------------- |
| Corea del Sur | noviembre de 2022 | CD Descarga digital streaming | Feel Ghood Music, Kakao M |